# Пуа-де-Пикарди
Пуа-де-Пикарди (фр. Poix-de-Picardie) — коммуна на севере Франции, регион О-де-Франс, департамент Сомма, округ Амьен, центр одноименного кантона. Расположена в 32 км к юго-западу от Амьена и в 4 км от автомагистрали А29 "Дорога эстуарий". На востоке коммуны находится железнодорожная станция Пуа-де-Пикарди линии Амьен-Руан.
Население (2018) — 2 385 человек.

## Достопримечательности
- Церковь Сен-Дени XVI века в стиле пламенеющей готики

## Экономика
Структура занятости населения:
- сельское хозяйство — 0,0 %
- промышленность — 18,8 %
- строительство — 4,8 %
- торговля, транспорт и сфера услуг — 26,9 %
- государственные и муниципальные службы — 49,5 %

Уровень безработицы (2017) — 16,4 % (Франция в целом — 13,4 %, департамент Сомма — 15,9 %). 

Среднегодовой доход на 1 человека, евро (2018) — 19 950 (Франция в целом — 21 730, департамент Сомма — 20 320).

## Демография
Динамика численности населения, чел.

## Администрация
Пост мэра Пуа-де-Пикарди с 2008 года занимает Роз-Франс Делер (Rose-France Delaire). На муниципальных выборах 2020 года возглавляемый ею левый список был единственным.
| Период | Период | Фамилия          | Партия                              | Примечания                                        |
| ------ | ------ | ---------------- | ----------------------------------- | ------------------------------------------------- |
| 1971   | 1995   | Пьер Даниэль     | Демократический центр Разные правые | коммерсант, член Генерального совета департамента |
| 1995   | 2008   | Жак Петиньи      | Разные правые                       | работник компании DDE                             |
| 2008   | 2014   | Ромюальд Трабуйе | Социалистическая партия             | инженер                                           |
| 2014   |        | Роз-Франс Делер  | Социалистическая партия             | учительница                                       |

## Города-побратимы
- Вольсингем, Великобритания

## Галерея
|  |

1. 1 2  база данных о французских коммунах — Национальный географический институт Франции, 2015.